# Them Crooked Vultures
Them Crooked Vultures er en rockgruppe fra Californien i USA, der blev dannet i 2009. Det første album hedder også Them Crooked Vultures og blev udgivet den 17 . november 2009. Det blev produceret i Los Angeles i USA.

## Medlemmer
Dave Grohl – spiller trommer; Dave Grohl har tidligere været trommeslager i Nirvana og er bagmand, forsanger og guitarist i Foo Fighters
Josh Homme – spiller guitar og synger; Josh Homme er udover sit erhverv i Them Crooked Vultures, også frontmand i bandet Queens of the Stone Age og trommeslager i Eagles of Death Metal
John Paul Jones – spiller bas og keyboards; John Paul Jones var bassist i det legendariske rockband Led Zeppelin

## Diskografi

### Studiealbums
| Titel                 | Albumdetaljer                                                          | Højeste hitlisteplacering | Højeste hitlisteplacering | Højeste hitlisteplacering | Højeste hitlisteplacering | Højeste hitlisteplacering | Højeste hitlisteplacering | Højeste hitlisteplacering | Højeste hitlisteplacering | Højeste hitlisteplacering | Højeste hitlisteplacering | Certificeringer             |
| Titel                 | Albumdetaljer                                                          | US                        | AUS                       | BEL                       | CAN                       | GER                       | IRE                       | FRA                       | NZ                        | NOR                       | UK                        | Certificeringer             |
| --------------------- | ---------------------------------------------------------------------- | ------------------------- | ------------------------- | ------------------------- | ------------------------- | ------------------------- | ------------------------- | ------------------------- | ------------------------- | ------------------------- | ------------------------- | --------------------------- |
| Them Crooked Vultures | - Released: November 16, 2009 - Label: DGC/Interscope - Format: CD, LP | 12                        | 4                         | 5                         | 5                         | 13                        | 16                        | 38                        | 2                         | 5                         | 13                        | - CAN: Platinum - ARIA:Gold |

### Singler
| Titel                    | År   | Højeste hitlisteplacering | Højeste hitlisteplacering | Højeste hitlisteplacering | Højeste hitlisteplacering | Højeste hitlisteplacering | Højeste hitlisteplacering | Højeste hitlisteplacering | Højeste hitlisteplacering | Højeste hitlisteplacering | Album                 |
| Titel                    | År   | US                        | US Main.                  | US Alt.                   | US Rock                   | CAN                       | CAN Rock                  | AUS                       | BEL (VL)                  | UK                        | Album                 |
| ------------------------ | ---- | ------------------------- | ------------------------- | ------------------------- | ------------------------- | ------------------------- | ------------------------- | ------------------------- | ------------------------- | ------------------------- | --------------------- |
| "New Fang"               | 2009 | 124                       | 13                        | 10                        | 14                        | 39                        | 1                         | 70                        | 69                        | 156                       | Them Crooked Vultures |
| "Mind Eraser, No Chaser" | 2009 | —                         | —                         | 39                        | —                         | —                         | 33                        | —                         | —                         | —                         | Them Crooked Vultures |